# Zinantla
Zinantla är en ort i Mexiko.   Den ligger i kommunen Chilapa de Álvarez och delstaten Guerrero, i den södra delen av landet, 210 km söder om huvudstaden Mexico City. Zinantla ligger 1 594 meter över havet och antalet invånare är 571.
Terrängen runt Zinantla är kuperad. Runt Zinantla är det ganska glesbefolkat, med 39 invånare per kvadratkilometer. Närmaste större samhälle är Chilapa de Alvarez, 7,2 km norr om Zinantla. Omgivningarna runt Zinantla är en mosaik av jordbruksmark och naturlig växtlighet.